# Silvia Costa Espinoza
Silvia Costa Espinoza  (Santiago, 25 de abril de 1929-ibídem, 12 de marzo de 2015), fue una profesora, política, ex regidora y diputada chilena.

## Primeros años de vida
Sus padres fueron Rodolfo Costa Bella y de Catalina Espinoza Pérez. Obtuvo el título de profesora primaria en 1951 y ejerció como tal en la "Escuela N.°2", actual Colegio Isabel la Católica de San Fernando, de San Fernando en la provincia de Colchagua.

## Vida pública
Inició sus actividades políticas al ingresar al Partido Comunista en 1958, donde fue miembro de la Unión de Mujeres y del Comité Regional del Partido.
En 1960 fue elegida regidora por San Fernando, permaneciendo en este cargo durante 11 años.
Paralelamente desempeñó otras funciones. Fue dirigente provincial del Magisterio de Colchagua, Consejera del gremio en la Central Única de Trabajadores (CUT) y Coordinadora del Consejo Campesino de Chimbarongo, entre 1971 y 1972. Al año siguiente, fue nombrada encargada del desarrollo campesino de la Corporación de la Reforma Agraria (CORA).
En 1973 fue elegida diputada por la Décima Agrupación Departamental de San Fernando y Santa Cruz, período 1973-1977; integró la Comisión Permanente de Agricultura y Colonización. El golpe militar del 11 de septiembre de 1973, puso término anticipado al período. El Decreto-Ley 27, de 21 de septiembre de ese año, disolvió el Congreso Nacional y declaró cesadas las funciones parlamentarias a contar de la fecha.
Entre las mociones en que participó y que llegaron a ser ley de la República, está la Ley N.° 11.170 Sobre Reclutamiento e Instrucción MIlitar. Se modificó la Ley, para que la locomoción colectiva y ferrocarriles fueran gratuitos para los conscriptos.[cita requerida]
Para las elecciones parlamentarias de 1997 se presentó como candidata a Diputada en representación del Distrito n.º 34, pero no resultó elegida.
Falleció pasado el mediodía del 12 de marzo de 2015, en su domicilio de Quinta Normal.

## Historial electoral

### Elecciones parlamentarias de 1973
- Elecciones parlamentarias de 1973 para la 10ª Agrupación Departamental, San Fernando y Santa Cruz.[2]

### Elecciones parlamentarias de 1997
- Elecciones Diputados 1997 distrito 34 (San Fernando, Chimbarongo, Las Cabras, Peumo, Pichidegua, San Vicente de Tagua Tagua).[3]